# Peter Georg Bang
Peter Georg Bang (Copenhague, 7 de outubro de 1797 – Copenhague, 2 de abril de 1861) foi um político da Dinamarca. Ocupou o cargo de primeiro-ministro da Dinamarca.

## Biografia
Bang nasceu em Copenhague, Dinamarca. Seus pais eram Jacob Hansen Bang (1770-1841) e Anna Cathrine Sophie Østrup (1779-1820). Ele se tornou um estudante na Escola de Latim Frederiksborg em 1813, tirou lic.jur. em 1816 e obteve o Dr. Jur. em 1820. Foi professor de Direito Romano na Universidade de Copenhague e de 1836 a 1845 foi diretor do Danmarks Nationalbank. Em 1845, quando foi nomeado deputado do Tesouro Nacional (Rentekammeret).
Sua filha, Ville Bang (1848–1932), tornou-se uma pintora e professora de arte reconhecida.
Bang tornou-se Comandante da Ordem de Dannebrog em 1847 e foi condecorado com a Grã-Cruz em 1854. Ele morreu em 1861 e está enterrado no Cemitério de Assistens em Copenhague.

## Outras fontes
- Alastair H. Thomas (2016) Historical Dictionary of Denmark (Rowman & Littlefield) ISBN 9781442264656